# Victoria Cluj
Fotbal Club Victoria Cluj a fost un club profesionist de fotbal din Cluj-Napoca, România. Înființat în anul 1920, a fost triplă vicecampioană a României interbelice, alături de Universitatea Cluj și CA Oradea, fiind unul din cluburile proeminente din Transilvania. 
A fost desființat în 1947, reînființat în 2019, urmând să fie dizolvat din nou în 2022.

## Istorie

### Perioada interbelică
Clubul Victoria Cluj a fost înființat în anul 1920, în cartierul Mănăștur, înglobând inițial studenții de la Academia Comercială. A jucat două finale consecutive ale campionatului național, în 1922 și 1923, ambele pierdute în dauna Chinezului Timișoara. Echipa de bază în această perioadă a fost: Maksay (Molnar) - Husza (Chifor), Doczi - Palocsai, Szilaghi, Farkas - I. Istvanffy, Cipcigan, L. Istvanffy, Szanto, Rosvan (Megyery).
Iată ce spune Ștefan Dobay, o legendă a fotbalului, despre întâlnirea dintre Chinezul Timișoara și Victoria Cluj, echipa Mănășturului, într-un text ce pare să confirme versurile galeriei “primul pas pe stadion / n-am să-l uit pân’am să mor”:
```
“Era vară. În fața parcului, pe un panou, un afiș multicolor anunța că, pe Arena Sportivă, va avea loc duminică finala între echipele Victoria Cluj și Chinezul Timișoara, pentru desemnarea campioanei țării pe anul 1921-1922. Noi, copiii din părculeț, l-am citit fiecare cu glas tare de multe ori, și… când lectura era în toi, apare domnul Kragel. Acest mare prieten al micilor fotbaliști ne-a luat cu el, ca de obicei, în parc, ne-a așezat pe iarbă, în semicerc, și, stând în mijlocul nostru ca să-l vedem toți, ne-a explicat ce înseamnă finala campionatului național.
```

```
Intrați pe Arenă, după ce am vizitat stadionul, ne-am oprit în spatele porții dinspre Mehala. Cu puțin înainte de ora 5, din spatele tribunei auzim niște zgomote ciudate. Erau echipele mari, care ieșiseră în fața vestiarelor și făceau încălzirea, așa cum se proceda pe atunci. Fiecare trimitea balonul cât putea de sus. Adversarul proceda la fel. La 5 fix, formațiile au apărut pe teren. Căpitanul echipei oaspete a ieșit primul, cu mingea în mână, și cu o forță nemaipomenită, a tras un șut spre cer! Eu am crezut că mingea nu va mai cade jos niciodată!… În echipa Victoria din Cluj jucau, printre alții, Chifor sau Cipcigan” . 
```

Fragment din autobiografia lui Ștefan Dobay „Șut… goool!”
În sezonul 1925-26, câștigă din nou campionatul regiunii Cluj, dar pierde meciul de baraj cu AMEFA Arad.
În 1927 își schimbă numele în România Cluj. Sub această titulatură, în 1928 ajunge în sferturile de finală ale turneului final, dar este eliminată de Jiul Lupeni. Un sezon mai târziu reușește performanța de a se califica în finală, unde este însă învinsă de Venus București. 11-le folosit în ultimul act: Molnar - Doczi, Chifor - Doboșan, Bradea, Baba - Tabacu, Deheleanu, Huniade, Cipcigan, Novac.
După 1932 participă la primul campionat al Diviziei A în sistem divizionar, ocupând locul șase în Seria I, urmat de un loc cinci în Seria II a ediției următoare. 
Din 1936 revine la numele Victoria Cluj sub care reușește un loc trei în sezonul 1937-38, cea mai bună clasare în noul format.
În timpul celui de-Al Doilea Război Mondial activitatea echipei este foarte redusă.

### Perioada postbelică
Gheorghe Bodea a consemnat în lucrările sale că: „prima reîntoarcere de după bejenia din 1940 a unei echipe de fotbal clujene, a fost Victoria, care la 8 aprilie 1945, pe stadionul din Parcul orașului, întâlnește echipa K.M.S.C. (fostă K.A.C., apoi Vasas, Ferar, Muncitorii). După cum scrie presa vremii, Victoria era „compusă din jucătorii care au activat în trecut în cadrele simpaticei echipe mănășturene. Fără antrenament, fără coeziune, jucătorii Victoriei n-au putut face – cu tot elanul lor – un rezultat onorabil, mai ales că echipa clujeană (K.M.S.C.) deține o formă excepțională, fiind în stare să obțină rezultate frumoase cu oricare echipă din țară”. Formațiile au fost următoarele: Victoria: Costea, Felecan, Meșter, Soporean, Coman, Pál, Vigu I, Cornea, Vigu II, Jifcovici, Negruțiu (Vigu III). După cum se poate observa în echipă apar și câțiva „U”iști”.
Despre un alt meci al mănășturenilor ne lasă scris: ”La 13 iulie 1945, ziarele clujene anunță programul echipei „Carmen” din București, care va susține la Cluj, sâmbăta, 14 iulie, un meci  în  compania echipei Victoria. Bucureștenii de la „Carmen” au învins „Victoria” (Morariu, Felecan I, Felecan III, Bedő, Szaboki, Soporean, Cornea, (Kovacs VI), Pop Alexandru, Vigu II, Chiorean (Negruțiu), Căpușan) cu 4:2. A. Vigu, unul din ispravnicii „Victoriei”, declara: Victoria, după 2 luni de când s-a reîntors, și-a spus cuvântul, obținând un rezultat onorabil cu splendida echipă Carmen.”
În ediția 1946-47 a evoluat în Divizia B, ocupând locul 14 în seria a 3-a, după care se destramă și dispare.

### Reafilierea
Clubul se reînființează în 2019, se dorește, cu ocazia centenarului, accederea în eșaloanele naționale, unde a activat înainte de retragere.
Formația pregătită de Marius Suller nu a reușit, în timpul avut la dispoziție înaintea începerii sezonului, să se înscrie în campionat cu numele de Victoria Cluj, așa că tot sezonul va evolua sub denumirea de ACS Supporter 2.0 Cluj-Napoca. „Supporterii” au avut anul trecut echipă în Liga a IV-a, dar nu s-au mai înscris și acum, iar reprezentanții celor două cluburi au ajuns la un acord în această săptămână privind cedarea numelui. Este, oarecum, o situație asemănătoare cu cea a Universității Cluj din Liga a IV-a, care a jucat atunci sub denumirea oficială de ACS Alb-Negru al Studenților Clujeni.
În sezonul 2020-2021, datorită pandemiei s-au jucat doar 7 meciuri în cadrul unui playoff restrâns la 4 echipe. Atât Viitorul cât și Victoria au terminat  campionatul cu 16 puncte. Campioana județeană a fost desemnată a fi Viitorul Cluj, dar Comitetul Executiv al AJF Cluj nu a omologat rezultatele in urma contestației depuse de Victoria, iar titlul de campioană a fost retras. Viitorul Cluj nu a trecut de barajul de promovare pentru liga a 3a.
În sezonul 2021-2022, Victoria Cluj a devenit campioana ligii a IV-a Cluj, dar nu a promovat pierzând barajul pentru liga a III-a, cu echipa Victoria Carei din județul Satu Mare.

## Palmares
Divizia A
 Vicecampioană (3): 1922, 1923, 1929
 Locul 3 in sistem divizionar: 1937-1938
Divizia B
Locul 14: 1946-1947
 Campionatul Regional de Fotbal al României
 Campioană (6): 1920-21, 1921-22, 1922-23, 1925-26, 1927-28, 1928-29
 Vicecampioană (3): 1923-24, 1924-25, 1931-32
 Liga IV - Cluj
 Campioană (1): 2021–22
 Vicecampioană (2): 2019–20, 2020–21
 Cupa României – Faza Județeană Cluj
 Câștigătoare (1): 2021–2022

## Lotul actual
La 16 August 2019.
| Nr. |         | Poziție | Jucător            |
| --- | ------- | ------- | ------------------ |
|     | România | F       | Marius Ionescu     |
|     | România | F       | Darius Hîmpea      |
|     | România | F       | Antonio Matiș      |
|     | România | F       | Victor Manu        |
|     | România | M       | Bogdan Ungurușan   |
|     | Senegal | M       | Ousmane N'Doye     |
|     | România | M       | Gabriel Giurgiu    |
|     | România | A       | Darius Șumblea     |
|     | România | A       | Andrei Codorean    |
|     | România | A       | Viorel Sântejudean |
|     | România | A       | Cosmin Crăciun     |
|     | România | A       | Adrian Pintea      |

## Oficialii clubului
| Functia    | Numele      |
| ---------- | ----------- |
| Proprietar | Liviu Alexa |
| Presedinte | Paul Dîrjan |

| Functia         | Numele           |
| --------------- | ---------------- |
| Antrenor        | Gheorghe Barbu   |
| Antrenor Secund | Bogdan Ungurușan |

## Jucători importanți
- Adalbert Pall(1932–1936) Tineret, (1936–1940) Seniori
- Coriolan Tătaru
- Liviu Pop
- Patriciu Curea
- Constantin Schipor
- Gheorghe Albu
- Lazăr Sfera
- Vasile Deheleanu
- Silviu Bindea
- Bazil Marian

## Antrenori
- Marius Suller

## Jucători care au evoluat pentru echipa națională a României
| Numele jucătorului | Perioada              | Aparitii | Goluri |
| ------------------ | --------------------- | -------- | ------ |
| Iacob Felecan      | 04.07.1937-31.03.1940 | 6        | 0      |
| Grațian Sepi       | 06.10.1929-04.05.1930 | 2        | 1      |
| Vasile Cipcigan    | 01.05.1925-10.05.1929 | 2        | 0      |
| Alexandru Leitner  | 02.09.1923            | 1        | 0      |
| Nicolae Munteanu   | 19.06.1935            | 1        | 0      |
| Gheorghe Mureșanu  | 10.05.1931            | 1        | 0      |
| Alexardu Chifor    | 01.05.1925            | 1        | 0      |
| Andrei Criza       | 01.05.1925            | 1        | 0      |
| Ioan Krieshoffer   | 31.08.1924            | 1        | 0      |